# Oricon
«Oricon Inc.» (яп. 株式会社オリコン, англ. Kabushiki-gaisha Orikon, Кабусікі-гайся Орікон) — японська компанія, що надає статистику і інформацію про музику і музичну індустрію Японії. Вона була заснована Соко Коіке (Soko Koike) в листопаді 1967 році, тоді вона називалась «Original Confidence Inc.», (яп. 株式会社オリジナルコンフィデンス, англ. Kabushiki-gaisha Orijinaru Konfidensu). З 2001 року володіє «Oricon Entertainment Inc».
«Oricon Inc.» має свої чарти. Результати публікує щовівторка в «Oricon Style», філія «Oricon Entertainment Inc».

## Чарти
Поточні чарти:
- Singles Chart (працює з 4 січня 1968)
- Albums Chart (працює з 5 жовтня 1987)
- Karaoke Chart (працює з 26 грудня 1987)
- Tracks Chart (працює з 6 червня 2004)
- DVD Chart (працює з 5 квітня 1999)
- Long Hit Album Catalogue Chart (працює з 2 квітня 2001)

Минулі чарти:
- LP Chart (працював з 5 січня 1970 по 27 листопада 1989)
- CT Chart (працював з 2 грудня 1974 по 27 листопада 1989)
- MD Chart (невідомо)
- LD Chart (працював з (невідомо) по 7 лютого 2000)
- VHD Chart (працював з (невідомо) по 27 листопада 1989)
- Cartridges Chart (працював з 2 грудня 1974 по 24 квітня 1978)
- Sell-Video Chart (працював з 6 лютого 1974 по 30 травня 2005)
- All-Genre Formats Ranking (працював з 24 травня 1984 по 2 квітня 2001)
- Game Soft Chart (працював з 20 квітня 1995 по 28 листопада 2005)
- Comics Chart (працював з 6 лютого 1995 по 26 березня 2001)
- New Media Chart (працював з січня 2004 по 2005)